# Allianz Parque
L'Estadi Allianz Parque, també anomenat Arena Palmeiras o Arena Palestra Itália, és un estadi de futbol de São Paulo, Brasil, construït el 2014 després de la demolició de l'Estadi Palestra Itália el 2010. El mateix és propietat de la Sociedade Esportiva Palmeiras, club que disputa els seus partits de local en ell. És un estadi de cinc estrelles, d'acord amb la qualificació de la UEFA. 

## Història
La transformació de l'antic Estadi Palestra Itália va ser resultat d'un acord aconseguit entre el Palmeiras i l'empresa WTorre Properties/Arenas, del Grup WTorre. Aquesta empresa administrarà l'estadi durant 30 anys sense afectar-li al Palmeiras la plena participació dels ingressos dels partits durant aquest període. Segons el contracte, les despeses fixes per l'ús del complex seran a càrrec del grup empresarial. WTorre ha contractat un especialista en l'administració de la infraestructura amb la finalitat que els percentatges de recaptació per patrocinis, espectacles, etc. siguin correctament distribuïts perquè el club posseeixi una vegada transcorregut els 30 anys, la propietat total de l'estadi.

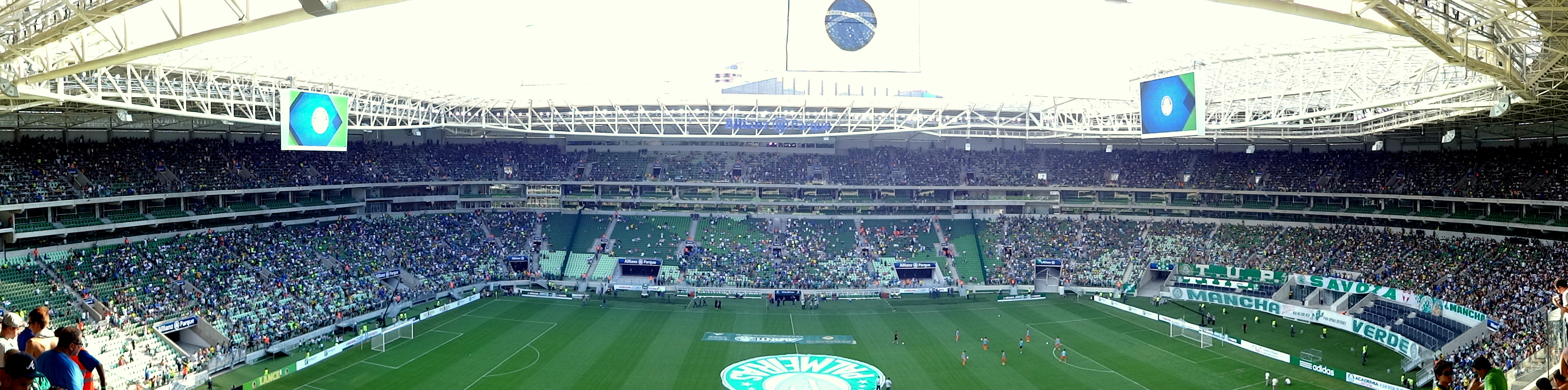
Imatge panoràmica de l'Allianz Parque.